# 28e Critics Choice Awards
De uitreiking van de 28e Critics Choice Awards vond plaats op 15 januari 2023 in het Fairmont Century Plaza in Los Angeles. Er werden prijzen uitgereikt in verschillende categorieën voor films en series uit het jaar 2022. De ceremonie werd gepresenteerd door Chelsea Handler. De nominaties voor televisie werden op 6 december 2022 bekendgemaakt, de nominaties voor film volgden op 14 december.

## Film - winnaars en genomineerden
De winnaars staan bovenaan in vet lettertype.

### Beste film
- Everything Everywhere All at Once
  - Avatar: The Way of Water
  - Babylon
  - The Banshees of Inisherin
  - Elvis
  - The Fabelmans
  - Glass Onion: A Knives Out Mystery
  - RRR
  - Tár
  - Top Gun: Maverick
  - Women Talking

### Beste mannelijke hoofdrol
- Brendan Fraser - The Whale
  - Austin Butler - Elvis
  - Tom Cruise - Top Gun: Maverick
  - Colin Farrell - The Banshees of Inisherin
  - Paul Mescal - Aftersun
  - Bill Nighy - Living

### Beste vrouwelijke hoofdrol
- Cate Blanchett - Tár
  - Viola Davis - The Woman King
  - Danielle Deadwyler - Till
  - Margot Robbie - Babylon
  - Michelle Williams - The Fabelmans
  - Michelle Yeoh - Everything Everywhere All at Once

### Beste mannelijke bijrol
- Ke Huy Quan - Everything Everywhere All at Once
  - Paul Dano - The Fabelmans
  - Brendan Gleeson - The Banshees of Inisherin
  - Judd Hirsch - The Fabelmans
  - Barry Keoghan - The Banshees of Inisherin
  - Brian Tyree Henry - Causeway

### Beste vrouwelijke bijrol
- Angela Bassett - Black Panther: Wakanda Forever
  - Jessie Buckley - Women Talking
  - Kerry Condon - The Banshees of Inisherin
  - Jamie Lee Curtis - Everything Everywhere All at Once
  - Stephanie Hsu - Everything Everywhere All at Once
  - Janelle Monáe - Glass Onion: A Knives Out Mystery

### Beste jonge acteur / actrice
- Gabriel LaBelle - The Fabelmans
  - Frankie Corio - Aftersun
  - Jalyn Hall - Till
  - Bella Ramsey - Catherine Called Birdy
  - Banks Repeta - Armageddon Time
  - Sadie Sink - The Whale

### Beste acteerensemble
- Glass Onion: A Knives Out Mystery
  - The Banshees of Inisherin
  - Everything Everywhere All at Once
  - The Fabelmans
  - The Woman King
  - Women Talking

### Beste regisseur
- Daniel Kwan en Daniel Scheinert - Everything Everywhere All at Once
  - James Cameron - Avatar: The Way of Water
  - Damien Chazelle - Babylon
  - Todd Field - Tár
  - Baz Luhrmann - Elvis
  - Martin McDonagh - The Banshees of Inisherin
  - Sarah Polley - Women Talking
  - Gina Prince-Bythewood - The Woman King
  - S.S. Rajamouli - RRR
  - Steven Spielberg - The Fabelmans

### Beste originele scenario
- Daniel Kwan en Daniel Scheinert - Everything Everywhere All at Once
  - Todd Field - Tár
  - Martin McDonagh - The Banshees of Inisherin
  - Steven Spielberg en Tony Kushner - The Fabelmans
  - Charlotte Wells - Aftersun

### Beste bewerkte scenario
- Sarah Polley - Women Talking
  - Samuel D. Hunter - The Whale
  - Kazuo Ishiguro - Living
  - Rian Johnson - Glass Onion: A Knives Out Mystery
  - Rebecca Lenkiewicz - She Said

### Beste camerawerk
- Claudio Miranda - Top Gun: Maverick
  - Russell Carpenter - Avatar: The Way of Water
  - Roger Deakins - Empire of Light
  - Florian Hoffmeister - Tár
  - Janusz Kamiński - The Fabelmans
  - Linus Sandgren - Babylon

### Beste productieontwerp
- Florencia Martin en Anthony Carlino - Babylon
  - Hannah Beachler en Lisa K. Sessions - Black Panther: Wakanda Forever
  - Rick Carter en Karen O'Hara - The Fabelmans
  - Dylan Cole, Ben Procter en Vanessa Cole - Avatar: The Way of Water
  - Jason Kisvarday en Kelsi Ephraim - Everything Everywhere All at Once
  - Catherine Martin, Karen Murphy en Bev Dunn - Elvis

### Beste montage
- Paul Rogers - Everything Everywhere All at Once
  - Tom Cross - Babylon
  - Eddie Hamilton - Top Gun: Maverick
  - Stephen Rivkin, David Brenner, John Refoua en James Cameron - Avatar: The Way of Water
  - Matt Villa en Jonathan Redmond - Elvis
  - Monika Willi - Tár

### Beste kostuumontwerp
- Ruth E. Carter - Black Panther: Wakanda Forever
  - Jenny Eagan - Glass Onion: A Knives Out Mystery
  - Shirley Kurata - Everything Everywhere All at Once
  - Catherine Martin - Elvis
  - Gersha Phillips - The Woman King
  - Mary Zophres - Babylon

### Beste grime en haarstijl
- Elvis
  - Babylon
  - The Batman
  - Black Panther: Wakanda Forever
  - Everything Everywhere All at Once
  - The Whale

### Beste visuele effecten
- Avatar: The Way of Water
  - The Batman
  - Black Panther: Wakanda Forever
  - Everything Everywhere All at Once
  - RRR
  - Top Gun: Maverick

### Beste komedie
- Glass Onion: A Knives Out Mystery
  - The Banshees of Inisherin
  - Bros
  - Everything Everywhere All at Once
  - Triangle of Sadness
  - The Unbearable Weight of Massive Talent

### Beste animatiefilm
- Guillermo del Toro's Pinocchio
  - Marcel the Shell with Shoes On
  - Puss in Boots: The Last Wish
  - Turning Red
  - Wendell & Wild

### Beste niet-Engelstalige film
- RRR
  - All Quiet on the Western Front
  - Argentina, 1985
  - Bardo, False Chronicle of a Handful of Truths
  - Close
  - Decision to Leave

### Beste nummer
- "Naatu Naatu" - RRR
  - "Carolina" - Where the Crawdads Sing
  - "Ciao Papa" - Guillermo del Toro's Pinocchio
  - "Hold My Hand" - Top Gun: Maverick
  - "Lift Me Up" - Black Panther: Wakanda Forever
  - "New Body Rhumba" - White Noise

### Beste filmmuziek
- Hildur Guðnadóttir - Tár
  - Alexandre Desplat - Guillermo del Toro's Pinocchio
  - Michael Giacchino - The Batman
  - Hildur Guðnadóttir - Women Talking
  - Justin Hurwitz - Babylon
  - John Williams - The Fabelmans

### Films met meerdere nominaties
De volgende films ontvingen meerdere nominaties:
| Nominaties | Film                              | Awards |
| ---------- | --------------------------------- | ------ |
| 14         | Everything Everywhere All at Once | 5      |
| 11         | The Fabelmans                     | 1      |
| 10         | Babylon                           | 1      |
| 9          | The Banshees of Inisherin         |        |
| 7          | Elvis                             | 1      |
| 7          | Tár                               | 2      |
| 6          | Avatar: The Way of Water          | 1      |
| 6          | Black Panther: Wakanda Forever    |        |
| 6          | Glass Onion: A Knives Out Mystery | 2      |
| 6          | Top Gun: Maverick                 | 1      |
| 6          | Women Talking                     | 1      |
| 5          | RRR                               | 2      |
| 4          | The Whale                         | 1      |
| 4          | The Woman King                    |        |
| 3          | Aftersun                          |        |
| 3          | The Batman                        |        |
| 3          | Guillermo del Toro's Pinocchio    | 1      |
| 2          | Living                            |        |
| 2          | Till                              |        |

## Televisie - winnaars en genomineerden
De winnaars staan bovenaan in vet lettertype.

### Beste dramaserie
- Better Call Saul
  - Andor
  - Bad Sisters
  - The Crown
  - Euphoria
  - The Good Fight
  - House of the Dragon
  - Severance
  - Yellowstone

### Beste mannelijke hoofdrol in een dramaserie
- Bob Odenkirk - Better Call Saul
  - Jeff Bridges - The Old Man
  - Sterling K. Brown - This Is Us
  - Diego Luna - Andor
  - Adam Scott - Severance
  - Antony Starr - The Boys

### Beste vrouwelijke hoofdrol in een dramaserie
- Zendaya - Euphoria
  - Christine Baranski - The Good Fight
  - Sharon Horgan - Bad Sisters
  - Laura Linney - Ozark
  - Mandy Moore - This Is Us
  - Kelly Reilly - Yellowstone

### Beste mannelijke bijrol in een dramaserie
- Giancarlo Esposito - Better Call Saul
  - Andre Braugher - The Good Fight
  - Ismael Cruz Córdova - The Lord of the Rings: The Rings of Power
  - Michael Emerson - Evil
  - John Lithgow - The Old Man
  - Matt Smith - House of the Dragon

### Beste vrouwelijke bijrol in een dramaserie
- Jennifer Coolidge - The White Lotus
  - Milly Alcock - House of the Dragon
  - Carol Burnett - Better Call Saul
  - Julia Garner - Ozark
  - Audra McDonald - The Good Fight
  - Rhea Seehorn - Better Call Saul

### Beste komedieserie
- Abbott Elementary
  - Barry
  - The Bear
  - Better Things
  - Ghosts
  - Hacks
  - Reboot
  - Reservation Dogs

### Beste mannelijke hoofdrol in een komedieserie
- Jeremy Allen White - The Bear
  - Matt Berry - What We Do in the Shadows
  - Bill Hader - Barry
  - Keegan-Michael Key - Reboot
  - Steve Martin - Only Murders in the Building
  - D'Pharaoh Woon-A-Tai - Reservation Dogs

### Beste vrouwelijke hoofdrol in een komedieserie
- Jean Smart - Hacks
  - Christina Applegate - Dead to Me
  - Quinta Brunson - Abbott Elementary
  - Kaley Cuoco - The Flight Attendant
  - Renée Elise Goldsberry - Girls5eva
  - Devery Jacobs - Reservation Dogs

### Beste mannelijke bijrol in een komedieserie
- Henry Winkler - Barry
  - Brandon Scott Jones - Ghosts
  - Leslie Jordan - Call Me Kat
  - James Marsden - Dead to Me
  - Chris Perfetti - Abbott Elementary
  - Tyler James Williams - Abbott Elementary

### Beste vrouwelijke bijrol in een komedieserie
- Sheryl Lee Ralph - Abbott Elementary
  - Paulina Alexis - Reservation Dogs
  - Ayo Edebiri - The Bear
  - Marcia Gay Harden - Uncoupled
  - Janelle James - Abbott Elementary
  - Annie Potts - Young Sheldon

### Beste miniserie
- The Dropout
  - Gaslit
  - The Girl from Plainville
  - The Offer
  - Pam & Tommy
  - Station Eleven
  - This Is Going to Hurt
  - Under the Banner of Heaven

### Beste televisiefilm
- Weird: The Al Yankovic Story
  - Fresh
  - Prey
  - Ray Donovan: The Movie
  - The Survivor
  - Three Months

### Beste mannelijke hoofdrol in een miniserie of televisiefilm
- Daniel Radcliffe - Weird: The Al Yankovic Story
  - Ben Foster - The Survivor
  - Andrew Garfield - Under the Banner of Heaven
  - Samuel L. Jackson - The Last Days of Ptolemy Grey
  - Sebastian Stan - Pam & Tommy
  - Ben Whishaw - This Is Going to Hurt

### Beste vrouwelijke hoofdrol in een miniserie of televisiefilm
- Amanda Seyfried - The Dropout
  - Julia Garner - Inventing Anna
  - Lily James - Pam & Tommy
  - Amber Midthunder - Prey
  - Julia Roberts - Gaslit
  - Michelle Pfeiffer - The First Lady

### Beste mannelijke bijrol in een miniserie of televisiefilm
- Paul Walter Hauser - Black Bird
  - Murray Bartlett - Welcome to Chippendales
  - Domhnall Gleeson - The Patient
  - Matthew Goode - The Offer
  - Ray Liotta - Black Bird
  - Shea Whigham - Gaslit

### Beste vrouwelijke bijrol in een miniserie of televisiefilm
- Niecy Nash-Betts - Dahmer – Monster: The Jeffrey Dahmer Story
  - Claire Danes - Fleishman Is in Trouble
  - Dominique Fishback - The Last Days of Ptolemy Grey
  - Betty Gilpin - Gaslit
  - Melanie Lynskey - Candy
  - Juno Temple - The Offer

### Beste niet-Engelstalige serie
- Pachinko
  - 1899
  - Borgen
  - Extraordinary Attorney Woo
  - Garcia!
  - The Kingdom Exodus
  - Kleo
  - My Brilliant Friend
  - Tehran

### Beste animatieserie
- Harley Quinn
  - Bluey
  - Bob's Burgers
  - Genndy Tartakovsky’s Primal
  - Star Trek: Lower Decks
  - Undone

### Beste talkshow
- Last Week Tonight with John Oliver
  - The Amber Ruffin Show
  - Full Frontal with Samantha Bee
  - The Kelly Clarkson Show
  - Late Night with Seth Meyers
  - Watch What Happens Live with Andy Cohen

### Beste comedy special
- Norm Macdonald: Nothing Special
  - Fortune Feimster: Good Fortune
  - Jerrod Carmichael: Rothaniel
  - Joel Kim Booster: Psychosexual
  - Nikki Glaser: Good Clean Filth
  - Would It Kill You to Laugh? Starring Kate Berlant & John Early

### Series met meerdere nominaties
De volgende series ontvingen meerdere nominaties:
| Nominaties | Serie                         | Awards |
| ---------- | ----------------------------- | ------ |
| 6          | Abbott Elementary             | 2      |
| 5          | Better Call Saul              | 3      |
| 4          | Gaslit                        |        |
| 4          | The Good Fight                |        |
| 4          | Reservation Dogs              |        |
| 3          | Barry                         | 1      |
| 3          | The Bear                      | 1      |
| 3          | House of the Dragon           |        |
| 3          | The Offer                     |        |
| 3          | Pam & Tommy                   |        |
| 2          | Andor                         |        |
| 2          | Bad Sisters                   |        |
| 2          | Black Bird                    | 1      |
| 2          | Dead to Me                    |        |
| 2          | The Dropout                   | 2      |
| 2          | Euphoria                      | 1      |
| 2          | Ghosts                        |        |
| 2          | Hacks                         | 1      |
| 2          | The Last Days of Ptolemy Grey |        |
| 2          | The Old Man                   |        |
| 2          | Ozark                         |        |
| 2          | Prey                          |        |
| 2          | Reboot                        |        |
| 2          | Severance                     |        |
| 2          | The Survivor                  |        |
| 2          | This Is Going to Hurt         |        |
| 2          | This Is Us                    |        |
| 2          | Under the Banner of Heaven    |        |
| 2          | Weird: The Al Yankovic Story  | 2      |
| 2          | Yellowstone                   |        |

## SeeHer Award
- Janelle Monáe[5]

## Lifetime Achievement Award
- Jeff Bridges[6]